# Hadrogryllacris acuminata
Hadrogryllacris acuminata är en insektsart som först beskrevs av Heinrich Hugo Karny 1931.  Hadrogryllacris acuminata ingår i släktet Hadrogryllacris och familjen Gryllacrididae. Inga underarter finns listade i Catalogue of Life.